# Triumph Rocket III
Triumph Rocket III — трьохциліндрові мотоцикли англійської компанії Triumph Motorcycles Ltd. Двигун робочим об'ємом 2294 см3 (140 к.с. (100 кВт)) це найбільший двигун зі всіх мотоциклів масового виробництва. Rocket III виготовляється з 2004 року.

## Моделі
- Rocket III
- Rocket III Classic
- Rocket III Roadster
- Rocket III Tourer
- Rocket III Touring

| Мотоциклет | Це незавершена стаття про мотоцикли або мопеди. Ви можете допомогти проєкту, виправивши або дописавши її. |